# Championnat d'Europe masculin de volley-ball 2009
Navigation
Russie 2007 Autriche/Rép. tchèque 2011
Le 26e championnat d'Europe masculin de volley-ball a eu lieu  du 3 au  13 septembre 2009 à Istanbul et à Izmir en Turquie.

## Équipes qualifiées

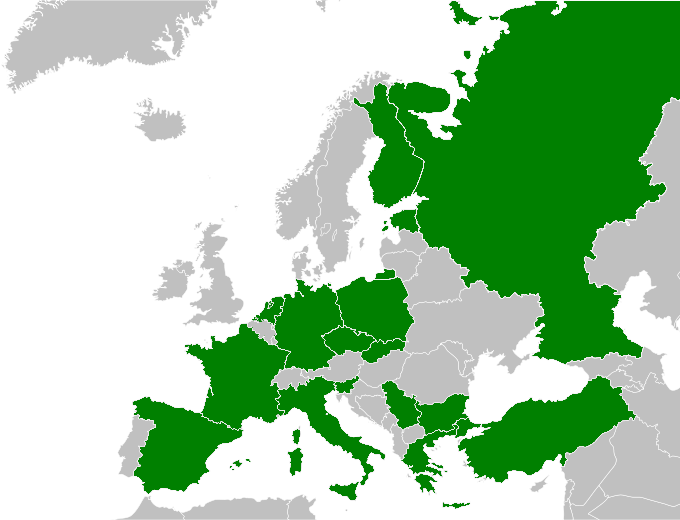

| Pays                                                                        | Qualification   | Apparitions précédentes dans la compétition | Apparitions précédentes dans la compétition | Meilleur résultat  |
| --------------------------------------------------------------------------- | --------------- | ------------------------------------------- | --- | ------------------ |
| Turquie                                                                     | Pays-hôte       | 05                                          | 1958, 1963, 1967, 1971, 2007 | 11e en 1963        |
| Espagne                                                                     | Tenant du titre | 07                                          | 1981, 1985, 1987, 1993, 2003, 2005, 2007 | Champion en 2007   |
| Russie                                                                      | 2e en 2007      | 24                                          | 1950, 1951, 1955, 1958, 1963, 1967, 1971, 1975, 1977, 1979, 1981, 1983, 1985, 1987, 1989, 1991, 1993, 1995, 1997, 1999, 2001, 2003, 2005, 2007 | Champion (12 fois) |
| Serbie                                                                      | 3e en 2007      | 21                                          | 1951, 1955, 1958, 1963, 1967, 1971, 1975, 1977, 1979, 1981, 1985, 1987, 1989, 1991, 1995, 1997, 1999, 2001, 2003, 2005, 2007                   | Champion en 2001   |
| Finlande                                                                    | 4e en 2007      | 11                                          | 1955, 1958, 1963, 1967, 1971, 1977, 1981, 1983, 1993, 1997, 2007                                                                               | 4e en 2007         |
| Allemagne                                                                   | 5e en 2007      | 14                                          | 1958, 1963, 1967, 1971, 1977, 1981, 1989, 1991, 1993, 1995, 1997, 2001, 2003, 2007                                                             | 4e en 1991 et 1993 |
| Italie                                                                      | 6e en 2007      | 24                                          | 1948, 1951, 1955, 1958, 1963, 1967, 1971, 1975, 1977, 1979, 1981, 1983, 1985, 1987, 1989, 1991, 1993, 1995, 1997, 1999, 2001, 2003, 2005, 2007 | Champion (6 fois)  |
| Slovaquie                                                                   | 1er du groupe A | 04                                          | 1997, 2001, 2003, 2007 | 8e en 1997         |
| Pays-Bas                                                                    | 1er du groupe B | 21                                          | 1948, 1951, 1958, 1963, 1967, 1971, 1975, 1977, 1983, 1985, 1987, 1989, 1991, 1993, 1995, 1997, 1999, 2001, 2003, 2005, 2007                   | Champion en 1997   |
| France                                                                      | 1er du groupe C | 23                                          | 1948, 1951, 1955, 1958, 1963, 1967, 1971, 1975, 1977, 1979, 1981, 1983, 1985, 1987, 1989, 1991, 1993, 1997, 1999, 2001, 2003, 2005, 2007       | 2e (3 fois)        |
| Grèce                                                                       | 1er du groupe D | 13                                          | 1967, 1971, 1979, 1983, 1985, 1987, 1989, 1991, 1995, 1997, 2003, 2005, 2007                                                                   | 3e en 1987         |
| Bulgarie                                                                    | 1er du groupe E | 23                                          | 1950, 1951, 1955, 1958, 1963, 1967, 1971, 1975, 1977, 1979, 1981, 1983, 1985, 1987, 1989, 1991, 1993, 1995, 1997, 1999, 2001, 2003, 2007       | 2e en 1951         |
| Estonie                                                                     | 1er du groupe F | 0                                           | Première participation | -                  |
| Pologne                                                                     | Barrage         | 20                                          | 1950, 1955, 1958, 1963, 1967, 1971, 1975, 1977, 1979, 1981, 1983, 1985, 1989, 1991, 1993, 1995, 2001, 2003, 2005, 2007                         | 2e (5 fois)        |
| Slovénie                                                                    | Barrage         | 02                                          | 2001, 2007 | 11e en 2001        |
| Tchéquie                                                                    | Barrage         | 22                                          | 1948, 1950, 1955, 1958, 1963, 1967, 1971, 1975, 1977, 1979, 1981, 1983, 1985, 1987, 1991, 1993, 1995, 1997, 1999, 2001, 2003, 2005             | Champion (3 fois)  |
| ► Légende : en gras, le champion de l'année, en italique l'hôte de l'année. |                 |                                             | |                    |

## Déroulement de la compétition
Au tour préliminaire, les 16 équipes participantes sont réparties en 4 groupes. Chaque équipe rencontre les 3 autres de sa poule. Les 3 premiers de chaque poule sont qualifés pour le second tour.

Les 12 équipes qualifiées sont réparties dans les poules E et F. Les équipes des groupes A et C se rencontrent dans la poule E et celles des groupes B et D dans la poule F.

Les résultats des rencontres du tour préliminaire entre les équipes qualifiées pour le second tour sont gardés pour celui-ci.
Les 2 premiers des poules E et F sont qualifiés pour la phase finale.

## Tour préliminaire

### Composition des groupes
| Poule A                                       | Poule B                                          | Poule C                                       | Poule D                                         |
| --------------------------------------------- | ------------------------------------------------ | --------------------------------------------- | ----------------------------------------------- |
| Site : Izmir Turquie Allemagne France Pologne | Site : Istanbul Russie Finlande Estonie Pays-Bas | Site : Izmir Espagne Grèce Slovaquie Slovénie | Site : Istanbul Serbie Italie Bulgarie Tchéquie |

### Poule A
| # | Équipe    | Pts | J | G | P | Sp | Sc | Ratio | Pp  | Pc  | Ratio |
| - | --------- | --- | - | - | - | -- | -- | ----- | --- | --- | ----- |
| 1 | Pologne   | 6   | 3 | 3 | 0 | 9  | 2  | 4.5   | 270 | 223 | 1.211 |
| 2 | France    | 5   | 3 | 2 | 1 | 7  | 4  | 1.75  | 253 | 235 | 1.077 |
| 3 | Allemagne | 4   | 3 | 1 | 2 | 5  | 8  | 0.625 | 284 | 314 | 0.904 |
| 4 | Turquie   | 3   | 3 | 0 | 3 | 2  | 9  | 0.222 | 234 | 269 | 0.87  |

| Date       | Match               | Résultat | Sets  | Sets  | Sets  | Sets  | Sets  | Total Points |
| Date       | Match               | Résultat | 1     | 2     | 3     | 4     | 5     | Total Points |
| ---------- | ------------------- | -------- | ----- | ----- | ----- | ----- | ----- | ------------ |
| 03.09.2009 | Pologne – France    | 3 - 1    | 18-25 | 25-17 | 25-22 | 25-18 | -     | 93-82        |
| 03.09.2009 | Allemagne – Turquie | 3 - 2    | 26-24 | 23-25 | 25-22 | 30-32 | 15-13 | 119-116      |
| 04.09.2009 | Pologne – Allemagne | 3 - 1    | 25-17 | 25-23 | 27-29 | 25-14 | -     | 102-83       |
| 05.09.2009 | Turquie – Pologne   | 0 - 3    | 23-25 | 18-25 | 17-25 | -     | -     | 58- 75       |
| 05.09.2009 | France – Allemagne  | 3 - 1    | 21-25 | 25-14 | 25-20 | 25-23 | -     | 96-82        |
| 06.09.2009 | Turquie – France    | 0 - 3    | 16-25 | 21-25 | 23-25 | -     | -     | 60-75        |

### Poule B
| # | Équipe   | Pts | J | G | P | Sp | Sc | Ratio | Pp  | Pc  | Ratio |
| - | -------- | --- | - | - | - | -- | -- | ----- | --- | --- | ----- |
| 1 | Russie   | 6   | 3 | 3 | 0 | 9  | 3  | 3     | 279 | 223 | 1.251 |
| 2 | Pays-Bas | 5   | 3 | 2 | 1 | 8  | 6  | 1.333 | 330 | 310 | 1.065 |
| 3 | Finlande | 4   | 3 | 1 | 2 | 5  | 6  | 0.833 | 225 | 254 | 0.886 |
| 4 | Estonie  | 3   | 3 | 0 | 3 | 2  | 9  | 0.222 | 230 | 277 | 0.83  |

| Date       | Match               | Résultat | Sets  | Sets  | Sets  | Sets  | Sets  | Total Points |
| Date       | Match               | Résultat | 1     | 2     | 3     | 4     | 5     | Total Points |
| ---------- | ------------------- | -------- | ----- | ----- | ----- | ----- | ----- | ------------ |
| 03.09.2009 | Estonie – Russie    | 1 - 3    | 25-20 | 17-25 | 18-25 | 15-25 | -     | 75-95        |
| 03.09.2009 | Pays-Bas – Finlande | 3 - 2    | 25-21 | 22-25 | 28-30 | 25-15 | 18-16 | 118-107      |
| 04.09.2009 | Pays-Bas – Estonie  | 3 - 1    | 27-29 | 25-19 | 25-18 | 30-28 | -     | 107-94       |
| 05.09.2009 | Russie – Pays-Bas   | 3 - 2    | 25-23 | 25-22 | 21-25 | 23-25 | 15-10 | 109-105      |
| 05.09.2009 | Finlande – Estonie  | 3 - 0    | 25-18 | 25-22 | 25-21 | -     | -     | 75-61        |
| 06.09.2009 | Russie – Finlande   | 3 - 0    | 25-12 | 25-14 | 25-17 | -     | -     | 75-43        |

### Poule C
| # | Équipe    | Pts | J | G | P | Sp | Sc | Ratio | Pp  | Pc  | Ratio |
| - | --------- | --- | - | - | - | -- | -- | ----- | --- | --- | ----- |
| 1 | Grèce     | 6   | 3 | 3 | 0 | 9  | 3  | 3     | 293 | 279 | 1.05  |
| 2 | Espagne   | 5   | 3 | 2 | 1 | 6  | 5  | 1.2   | 244 | 231 | 1.056 |
| 3 | Slovaquie | 4   | 3 | 1 | 2 | 7  | 6  | 1.167 | 290 | 284 | 1.021 |
| 4 | Slovénie  | 3   | 3 | 0 | 3 | 1  | 9  | 0.111 | 230 | 263 | 0.875 |

| Date       | Match                | Résultat | Sets  | Sets  | Sets  | Sets  | Sets  | Total Points |
| Date       | Match                | Résultat | 1     | 2     | 3     | 4     | 5     | Total Points |
| ---------- | -------------------- | -------- | ----- | ----- | ----- | ----- | ----- | ------------ |
| 03.09.2009 | Espagne – Slovénie   | 3 - 0    | 25-20 | 25-19 | 25-20 | -     | -     | 75-59        |
| 04.09.2009 | Grèce – Espagne      | 3 - 0    | 25-23 | 25-20 | 25-21 | -     | -     | 75-64        |
| 04.09.2009 | Slovénie – Slovaquie | 0 - 3    | 20-25 | 21-25 | 28-30 | -     | -     | 69-80        |
| 05.09.2009 | Slovaquie – Grèce    | 2 - 3    | 25-19 | 28-30 | 23-25 | 25-21 | 12-15 | 113-110      |
| 06.09.2009 | Slovénie – Grèce     | 1 - 3    | 32-34 | 24-26 | 25-23 | 21-25 | -     | 102-108      |
| 06.09.2009 | Slovaquie – Espagne  | 2 - 3    | 18-25 | 25-21 | 18-25 | 25-19 | 11-15 | 97-105       |

### Poule D
| # | Équipe   | Pts | J | G | P | Sp | Sc | Ratio | Pp  | Pc  | Ratio |
| - | -------- | --- | - | - | - | -- | -- | ----- | --- | --- | ----- |
| 1 | Bulgarie | 6   | 3 | 3 | 0 | 9  | 3  | 3     | 279 | 249 | 1.12  |
| 2 | Serbie   | 5   | 3 | 2 | 1 | 8  | 4  | 2     | 270 | 246 | 1.098 |
| 3 | Italie   | 4   | 3 | 1 | 2 | 4  | 6  | 0.667 | 227 | 228 | 0.996 |
| 4 | Tchéquie | 3   | 3 | 0 | 3 | 1  | 9  | 0.111 | 199 | 252 | 0.79  |

| Date       | Match                  | Résultat | Sets  | Sets  | Sets  | Sets  | Sets  | Total Points |
| Date       | Match                  | Résultat | 1     | 2     | 3     | 4     | 5     | Total Points |
| ---------- | ---------------------- | -------- | ----- | ----- | ----- | ----- | ----- | ------------ |
| 03.09.2009 | Bulgarie – Serbie      | 3 - 2    | 21-25 | 25-17 | 19-25 | 25-22 | 15-11 | 105-100      |
| 04.09.2009 | Serbie – Rép tchèque   | 3 - 0    | 25-22 | 26-24 | 25-14 | -     | -     | 76-60        |
| 04.09.2009 | Italie – Bulgarie      | 0 - 3    | 24-26 | 22-25 | 22-25 | -     | -     | 68-76        |
| 05.09.2009 | Rép tchèque – Italie   | 0 - 3    | 12-25 | 26-28 | 20-25 | -     | -     | 54-78        |
| 06.09.2009 | Rép tchèque – Bulgarie | 1 - 3    | 19-25 | 25-23 | 20-25 | 17-25 | -     | 81-98        |
| 06.09.2009 | Serbie – Italie        | 3 - 1    | 25-23 | 19-25 | 25-12 | 25-21 | -     | 94-81        |

## Play-offs

### Poule E (Izmir)
| # | Équipe    | Pts | J | G | P | Sp | Sc | Ratio | Pp  | Pc  | Ratio |
| - | --------- | --- | - | - | - | -- | -- | ----- | --- | --- | ----- |
| 1 | Pologne   | 10  | 5 | 5 | 0 | 15 | 6  | 2.5   | 482 | 425 | 1.134 |
| 2 | France    | 9   | 5 | 4 | 1 | 13 | 7  | 1.857 | 482 | 438 | 1.1   |
| 3 | Allemagne | 8   | 5 | 3 | 2 | 11 | 9  | 1.222 | 461 | 466 | 0.989 |
| 4 | Grèce     | 7   | 5 | 2 | 3 | 8  | 11 | 0.727 | 435 | 464 | 0.938 |
| 5 | Espagne   | 6   | 5 | 1 | 4 | 7  | 14 | 0.5   | 445 | 476 | 0.935 |
| 6 | Slovénie  | 5   | 5 | 0 | 5 | 8  | 15 | 0.533 | 475 | 511 | 0.93  |

| Date       | Match                 | Résultat | Sets  | Sets  | Sets  | Sets  | Sets  | Total Points |
| Date       | Match                 | Résultat | 1     | 2     | 3     | 4     | 5     | Total Points |
| ---------- | --------------------- | -------- | ----- | ----- | ----- | ----- | ----- | ------------ |
| 08.09.2009 | Allemagne – Grèce     | 3 - 1    | 25-14 | 33-31 | 21-25 | 25-21 | -     | 104-91       |
| 08.09.2009 | Pologne – Espagne     | 3 - 2    | 18-25 | 25-20 | 25-18 | 23-25 | 17-15 | 108-103      |
| 08.09.2009 | France – Slovaquie    | 3 - 1    | 25-23 | 24-26 | 25-22 | 25-21 | -     | 99-92        |
| 09.09.2009 | Espagne – Allemagne   | 1 - 3    | 25-19 | 25-27 | 23-25 | 20-25 | -     | 93-96        |
| 09.09.2009 | Grèce – France        | 1 - 3    | 18-25 | 32-30 | 18-25 | 23-25 | -     | 91-105       |
| 09.09.2009 | Slovaquie – Pologne   | 2 - 3    | 25-21 | 15-25 | 10-25 | 25-14 | 14-16 | 89-101       |
| 10.09.2009 | Allemagne – Slovaquie | 3 - 1    | 25-22 | 21-25 | 25-16 | 25-21 | -     | 96-84        |
| 10.09.2009 | France – Espagne      | 3 - 1    | 25-21 | 25-15 | 25-27 | 25-17 | -     | 100-80       |
| 10.09.2009 | Pologne – Grèce       | 3 - 0    | 25-22 | 28-26 | 25-20 | -     | -     | 78-68        |

### Poule F (Istanbul)
| # | Équipe   | Pts | J | G | P | Sp | Sc | Ratio | Pp  | Pc  | Ratio |
| - | -------- | --- | - | - | - | -- | -- | ----- | --- | --- | ----- |
| 1 | Russie   | 10  | 5 | 5 | 0 | 15 | 3  | 5     | 426 | 359 | 1.187 |
| 2 | Bulgarie | 9   | 5 | 4 | 1 | 12 | 6  | 2     | 422 | 390 | 1.082 |
| 3 | Serbie   | 8   | 5 | 3 | 2 | 12 | 8  | 1.5   | 445 | 425 | 1.047 |
| 4 | Pays-Bas | 7   | 5 | 2 | 3 | 10 | 12 | 0.833 | 504 | 505 | 0.998 |
| 5 | Italie   | 6   | 4 | 1 | 4 | 5  | 12 | 0.417 | 386 | 414 | 0.932 |
| 6 | Finlande | 5   | 4 | 0 | 5 | 2  | 15 | 0.133 | 332 | 422 | 0.787 |

| Date       | Match               | Résultat | Sets  | Sets  | Sets  | Sets  | Sets | Total Points |
| Date       | Match               | Résultat | 1     | 2     | 3     | 4     | 5    | Total Points |
| ---------- | ------------------- | -------- | ----- | ----- | ----- | ----- | ---- | ------------ |
| 08.09.2009 | Russie – Serbie     | 3 - 1    | 25-15 | 17-25 | 25-21 | 25-19 | -    | 92-80        |
| 08.09.2009 | Pays-Bas – Italie   | 3 - 1    | 25-22 | 23-25 | 25-21 | 27-25 | -    | 100-93       |
| 08.09.2009 | Finlande – Bulgarie | 0 - 3    | 22-25 | 15-25 | 20-25 | -     | -    | 57-75        |
| 09.09.2009 | Italie – Russie     | 0 - 3    | 23-25 | 21-25 | 21-25 | -     | -    | 65-75        |
| 09.09.2009 | Bulgarie – Pays-Bas | 3 - 1    | 25-15 | 26-24 | 21-25 | 28-26 | -    | 100-90       |
| 09.09.2009 | Serbie – Finlande   | 3 - 0    | 25-20 | 25-14 | 25-22 | -     | -    | 75-56        |
| 10.09.2009 | Russie – Bulgarie   | 3 - 0    | 25-21 | 25-23 | 25-22 | -     | -    | 75-66        |
| 10.09.2009 | Finlande – Italie   | 0 - 3    | 27-25 | 25-19 | 27-25 | -     | -    | 79-68        |
| 10.09.2009 | Pays-Bas – Serbie   | 1 - 3    | 20-25 | 23-25 | 25-21 | 23-25 | -    | 91-96        |

## Phase finale (Izmir)
|  | Demi-finales                            | Demi-finales                |                        |   | Finale                            | Finale                            |
|  | Demi-finales                            | Demi-finales                |                        |   | Finale                            | Finale                            |
|  |                                         |                             |                        |   |                                   |                                   |
|  | 12-09-09, 25-19 30-28 25-20             | 12-09-09, 25-19 30-28 25-20 |                        |   | 13-09-09, 29-27 25-21 16-25 27-25 | 13-09-09, 29-27 25-21 16-25 27-25 |
|  | 12-09-09, 25-19 30-28 25-20             | 12-09-09, 25-19 30-28 25-20 |                        |   | 13-09-09, 29-27 25-21 16-25 27-25 | 13-09-09, 29-27 25-21 16-25 27-25 |
|  | Pologne                                 | 3                           |                        |   | 13-09-09, 29-27 25-21 16-25 27-25 | 13-09-09, 29-27 25-21 16-25 27-25 |
|  | Pologne                                 | 3                           |                        |   | 13-09-09, 29-27 25-21 16-25 27-25 | 13-09-09, 29-27 25-21 16-25 27-25 |
|  | Bulgarie                                | 0                           |                        |   | 13-09-09, 29-27 25-21 16-25 27-25 | 13-09-09, 29-27 25-21 16-25 27-25 |
|  | Bulgarie                                | 0                           | Pologne                | 3 |                                   |                                   |
|  | 12-09-09, 18-25 22-25 27-25 25-15 15-17 |                             | Pologne                | 3 |                                   |                                   |
|  |                                         | France                      | 1                      |   |                                   |                                   |
|  | Russie                                  | France                      | 1                      | 2 |                                   |                                   |
|  | Russie                                  |                             |                        | 2 |                                   |                                   |
|  | France                                  | 3                           |                        |   |                                   |                                   |
|  | France                                  | 3                           | Match pour la 3e place |   |                                   |                                   |
|  |                                         |                             |                        |   |                                   |                                   |
|  | 13-09-09, 25-18 26-24 25-21             |                             |                        |   |                                   |                                   |
|  |                                         |                             |                        |   |                                   |                                   |
|  | Bulgarie                                | 3                           |                        |   |                                   |                                   |
|  | Bulgarie                                | 3                           |                        |   |                                   |                                   |
|  | Russie                                  | 0                           |                        |   |                                   |                                   |
|  | Russie                                  | 0                           |                        |   |                                   |                                   |

## Classement final
Les sept premières équipes au classement sont qualifiées d'office pour le Championnat d'Europe 2011 qui a en Autriche et en République tchèque.
| Place              | Équipe    |
| ------------------ | --------- |
| Médaille d'or      | Pologne   |
| Médaille d'argent  | France    |
| Médaille de bronze | Bulgarie  |
| 4                  | Russie    |
| 5                  | Serbie    |
| 6                  | Allemagne |
| 7                  | Pays-Bas  |
| 8                  | Grèce     |
| 9                  | Espagne   |
| 10                 | Italie    |
| 11                 | Slovaquie |
| 12                 | Finlande  |
| 13                 | Turquie   |
| 14                 | Estonie   |
| 14                 | Slovénie  |
| 16                 | Tchéquie  |

## Distinctions individuelles
- MVP : Piotr Gruszka
- Meilleur marqueur : Antonin Rouzier
- Meilleur passeur : Pawel Zagumny
- Meilleur attaquant : Alexander Volkov
- Meilleur serveur : Yury Berezhko
- Meilleur contreur : Viktor Yosifov
- Meilleur réceptionneur : Stéphane Antiga
- Meilleur libéro : Hubert Henno